# Хижники
Хижники (укр. Хижники) — село в Староконстантиновском районе Хмельницкой области Украины.
Население по переписи 2001 года составляло 305 человек. Почтовый индекс — 31137. Телефонный код — 3854. Занимает площадь 1,406 км². Код КОАТУУ — 6824283903.

## Местный совет
31137, Хмельницкая обл., Староконстантиновский р-н, с. Иршики